# Керибар, Иззет
Иззет Керибар (тур. İzzet Keribar, род. 1936, Стамбул) — турецкий фотограф и предприниматель.

## Биография
Родился в 1936 году в еврейской семье в Стамбуле. Семья Иззета была богатой, но стала беднее после введённого в Турции налога на богатство. Это, впрочем, не помешало его учёбе во французском лицее, который он окончил в 1953 году.
После этого ушёл в бизнес, занимался им до конца 90-х годов. Владел текстильной компанией. В 1956 году добровольно отправился служить в армию, в составе Турецкой бригады принимал участие в Корейской войне.

### Фотографирование
Фотографированием увлёкся ещё в юности. Азам этого искусства Иззета обучил его брат Леон. Затем его не начавшаяся карьера фотографа прервалась, но в 80-х годах он вновь вернулся к фотографированию. После закрытия в конце 90-х принадлежащего Керибару текстильного предприятия фотографирование стало его единственным занятием. Достижения Керибара в этой области получили официальное признание. Он выиграл ряд конкурсов, выиграл ряд премий, стал членом Fédération Internationale de l'Art Photographique.
В 2011 году за достижения в сфере фотографии получил премию министерства Культуры Турции, в 2018 году — Большую премию президента Турецкой республики.